# The White Hope (film 1915)
The White Hope è un film muto del 1915 diretto da Frank Wilson.

## Trama
La sorella di un conte torna da un pugile giusto in tempo per aiutarlo a vincere.

## Produzione
Il film fu prodotto dalla Hepworth.

## Distribuzione
Distribuito dalla Moss, il film uscì nelle sale cinematografiche britanniche nel novembre 1915.
Fu distrutto nel 1924 dallo stesso produttore, Cecil M. Hepworth. Fallito, in gravissime difficoltà finanziarie, Hepworth pensò in questo modo di poter almeno recuperare il nitrato d'argento della pellicola.